# De Blob

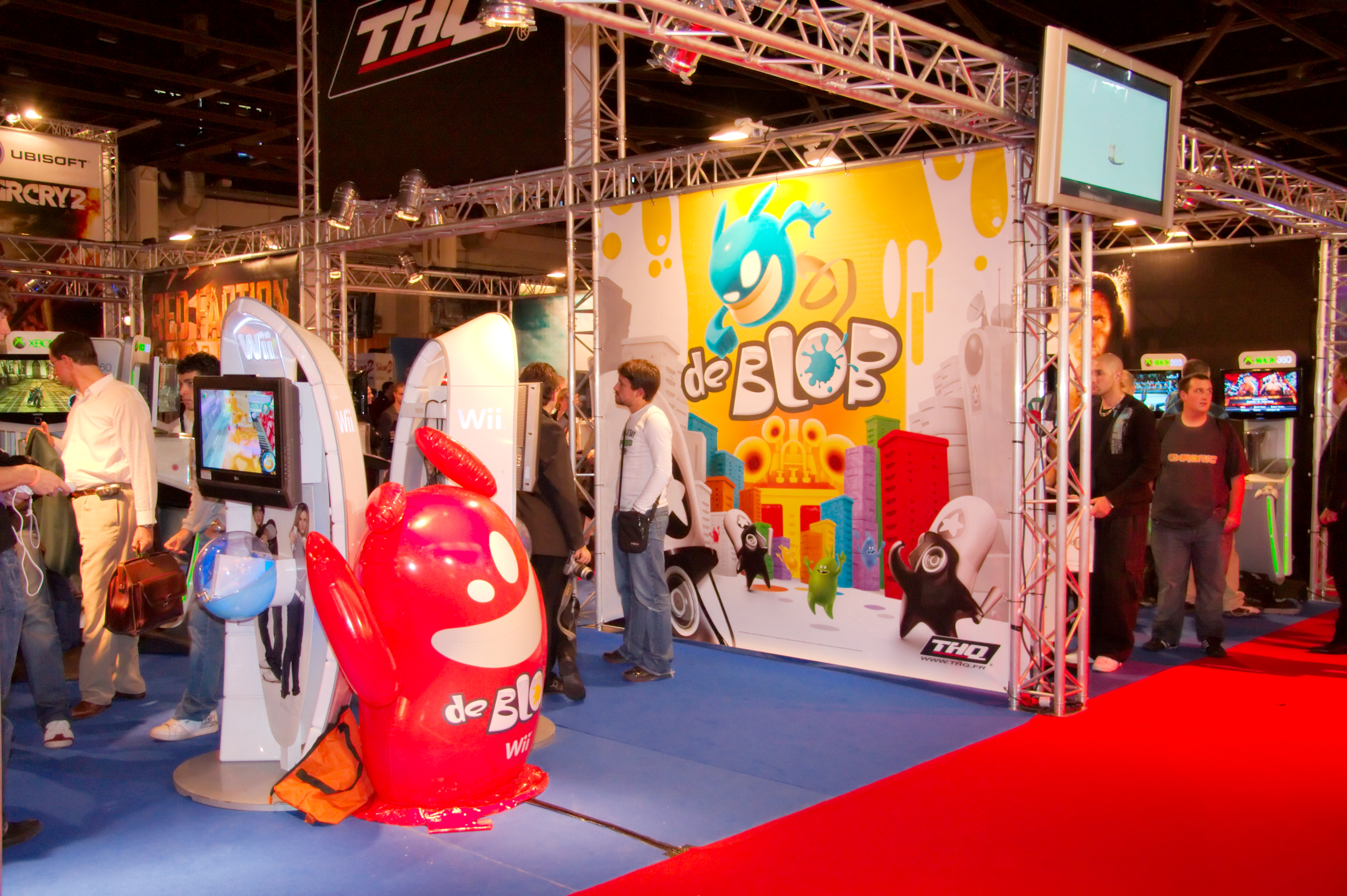

de Blob è un videogioco platform rompicapo realizzato per la console Wii che vede come protagonista de Blob, ovvero un essere antropomorfo capace di cambiare colore con lo scopo di ridare luce e tonalità alla città di Croma City resa grigia e incolore da un attacco alieno da parte della INKT Corporation. Scopo del gioco è quello di colorare tutti i luoghi e i personaggi attraverso lo svolgimento di numerose sfide presenti nei vari livelli.
Il gioco è stato messo in commercio in due edizioni, la prima per iPhone è distribuita solo in Nord America, Europa e Australia pubblicata nel luglio 2008; la seconda edizione è stata pubblicata per Wii e distribuita in America, Europa e Australia da settembre 2008 e in Giappone da novembre 2008.
Una versione del gioco per Nintendo DS realizzata dalla Helixe era prevista ma non uscì. Nel 2017 uscirono conversioni per Xbox One e Windows, mentre il 25 giugno 2018 uscì una conversione del gioco per Nintendo Switch.

## Trama
Il gioco inizia con alcune sequenze animate che mostrano la bellissima città di Croma City (ubicata sul Lago Radya) colorata e popolata dai suoi abitanti chiamati Radiani. Ma ben presto l'armonia della cittadina viene spezzata dall'arrivo della INKT Corporation, un'organizzazione militare capitanata dal generale Black e formata dagli Inky, ovvero dei piccoli alieni neri a forma di stella. La INKT occupa Croma City con l'intenzione di privarla dei suoi colori e rinchiudendo i Radiani all'interno della Bidonville, un quartiere degradato e dominato col pugno di ferro dalla Chiesa Inchiostraia, su cui è localizzato un cannone che spara inchiostro. Spetterà a Blob, chiamato in soccorso da un gruppo di ribelli (formato da Prof, Zip, Arty e Bif) sfuggiti all'occupazione, riportare i colori alla città e salvare tutti gli abitanti fino ad invadere il Ministero INKT e a mandare in corto circuito il Mega Reattore Inky, la macchina che aveva tolto i colori a Croma City. Lo scontro finale avverrà dapprima al porto del Lago Radya, ed in seguito sulla navicella spaziale del generale Black.

## Modalità di gioco
I comandi di gioco sono affidati al Nunchuck che permette lo spostamento di de Blob grazie alla levetta analogica insieme ai tasti C per la telecamera e il tasto Z per il mirino. Il Telecomando Wii viene utilizzato per saltare se lo si agita bruscamente verso il basso mentre al tasto A è affidata la bussola, il tasto B frena de Blob in un punto preciso e la croce direzionale sposta la visuale della telecamera.
La caratteristica principale del personaggio è la capacità di assumere differenti tinte di colore grazie all'assorbimento di questi ultimi tramite i Verni-bot ovvero contenitori di pittura capaci di ricaricarsi autonomamente; ogni Verni-bot assorbito cede a de Blob 10 punti pittura. Attraverso la combinazione dei tre tipi di Verni-bot rosso, giallo e blu è possibile creare i colori arancione, verde, viola e marrone; per rendere de Blob incolore è sufficiente bagnarlo con acqua. Quando de Blob è colorato può dipingere i vari oggetti, personaggi e palazzi al prezzo di un punto pittura per ogni elemento colorato e a questo fattore è legata anche la colonna sonora che acquista sonorità e tonalità maggiori man mano che si colorano più oggetti possibili.
Ogni livello è caratterizzato da un certo numero di sfide che è necessario portare a termine per la conclusione del gioco. Le sfide sono solitamente quattro e consistono nel dipingere determinati palazzi con differenti colori, eliminare un gruppo di nemici, portare a compimento un percorso seguendo dei fumogeni che ne segnano il tragitto oppure riconvertire delle basi militari INKT attraverso un certo numero di punti pittura. Le diverse sfide, come ogni livello, sono da portare a termine entro un limite di tempo e al termine di ognuna di essere si viene ricompensati da un aumento del tempo a disposizione per completare il gioco. All'interno di ogni schema sono presenti diversi bonus i quali consistono nel raccogliere gli stili che andranno a modificare l'effetto delle miscele di colori, le energie cromatiche che forniscono un bonus al contatore di pittura e le vite; altre missioni consistono nel salvataggio di più Radiani possibili, nel colorare un dato numero di alberi e cartelloni e nel dipingere più superfici possibili.

## Successo commerciale
THQ ha dichiarato che dal lancio a febbraio 2009 il gioco ha venduto complessivamente 700 000 copie.

## Accoglienza
| Rivista o sito   | Punteggio |
| ---------------- | --------- |
| IGN              | 8.4/10    |
| GameSpot         | 8.0/10    |
| GameTrailers     | 9.8/10    |
| Game Informer    | 9.75/10   |
| Nintendo Power   | 8.0/10    |
| Punteggio totale |           |
| Metacritic       | 82/100    |
| Game Rankings    | 86%       |

Complessivamente de Blob ha ricevuto recensioni favorevoli con punteggi di 8,4 secondo IGN, che lo considerava uno dei migliori giochi per Wii degli ultimi tempi, 8,0 per Nintendo Power e una media di 10 per NINTENDOworld che lo ha premiato per la sua grande originalità.
Nel 2017 il Museo Finlandese dei Giochi (Suomen pelimuseo, dedicato anche a giochi non elettronici) lo annoverò tra i suoi primi 100 classici giochi finlandesi.